# Johann Heinrich von Berger

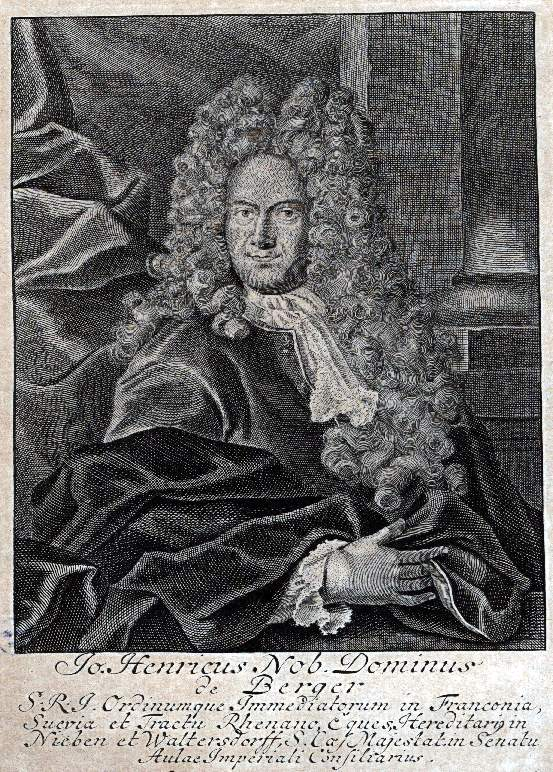
Johann Heinrich Berger (1709)

Johann Heinrich Berger, seit 1717 von Berger, (* 27. Januar 1657 in Gera; † 25. November 1732 in Wien) war ein deutscher Jurist.

## Leben
Berger wurde als Sohn des einstigen Konrektors am Geraer Gymnasium und späteren Rektors des Gymnasiums in Halle (Saale) Valentin Berger (* 18. Januar 1620 in Ohrdruf; † 22. Mai 1675 in Halle (Saale)) und seiner 1655 geehelichten Frau Margaretha Katharina (geb. Faschen aus Arnstadt † 1695) geboren. Er immatrikulierte sich an der Universität Leipzig, um sich einem Studium der Rechtswissenschaften zu widmen, wo er in Jacob Born (dem Älteren) einen fördernden Gönner fand. 1677 zog er nach Jena und hörte dort Georg Adam Struve, Johann Schilter und Nikolaus Christoph Freiherr von Lyncker. Hier beschäftigte er sich auch mit theologischen, philosophischen und historischen Themen.
Wieder nach Leipzig gezogen, erwarb er 1682 den Doktorgrad und bekam eine Anstellung als Assessor im geistlichen Konsistorium. 1685 folgte er einem Angebot der Universität Wittenberg als ordentlicher Professor und Assessor am Wittenberger Hofgericht. Alsbald erwarb er einen Sitz im Schöppenstuhl der Juristenfakultät. Es folgte ein Sitz am Niederlausitzer Landgericht und 1694 wurde er Rat am Appellationsgericht in Dresden.
Angebote anderer Universitäten lehnte er ab, so zum Beispiel 1695, als er Lynckers Stelle in Jena übernehmen sollte. 1707 wurde er am kursächsischen Hofgericht Assessor primarius, Ordinarius an der Juristenfakultät, übernahm als Direktor den Vorsitz über das Wittenberger Konsistorium und wurde zum königlich polnischen und kurfürstlichen Rat. Als solcher beteiligte er sich ab 1697 an den Vorarbeiten zu einer neuen Prozessordnung, die 1699 den Ständen vorgelegt wurde. Diese Prozessordnung, die hauptsächlich von Berger erarbeitet wurde, bildet im Wesentlichen die Grundlage der 1724 veröffentlichten „Erläuterung und Verbesserung der bisherigen (kursächsischen) Prozeß- und Gerichtsordnung“. Auf Lynckers Empfehlung wurde er Reichshofrat bei Kaiser Joseph I.
1713 erhielt er von Karl VI, nachdem er 1711 in Kursachsen zum Beisitzer des Reichsvikariatsgerichts geworden war, die Bestellung als evangelischer Reichshofrat, was 1717 die Erhebung in den Adelsstand des Heiligen Römischen Reiches nach sich zog und dem die unmittelbare fränkische, schwäbische und rheinische Reichsritterschaft folgte. Weitere Berufungen wie die Stelle eines weimarschen Premierministers und Kanzlers schlug er aus.
Berger hatte durch unermüdlichen Fleiß sich umfassende Kenntnis des römischen und deutschen Rechtes erworben und war in der Lage, durch seinen ihm gegebenen Verstand die Rechtsrichtungen zu taxieren. In den Mitteilungen der Rechtsprechung seiner Zeit und der Verwertung derselben zur Gewinnung legislativer Gesichtspunkte ruht sein Hauptwerk.

## Familie
Berger heiratete am 8. November 1684 in Dresden Maria Sophia Jacobi (* 1665 Dresden; † 1711), die Tochter des Dr. jur. Adam Christoph Jacobi und der Maria Gertrud Börner (1645–1711). Das Ehepaar hatte acht Kinder, vier Söhne und eine Tochter überlebten ihn. Die überlebenden Söhne waren Christof Heinrich von Berger, Johann Samuel von Berger (* 16. August 1691 in Wittenberg; † 17. September 1757 in Celle, am 14. Oktober 1703 immatrikuliert an der Universität Wittenberg, am 18. Oktober 1709 Magister der Philosophie, Lizenziat und Doktor der Medizin im September 1713, Arzt in Celle, 1726 in zweiter Ehe verheiratet mit Margarethe Louise von Ramdohr (1705–1790), Enkelin des Andreas Ramdohr), Johann August von Berger und Friedrich Ludwig von Berger. Die Tochter heiratete den Theologen Andreas Charitius.
Zu Enkeln, als Söhnen des Johann Samuel von Berger, zählen der königlich-dänische Leibarzt Johann Just von Berger und der königlich-dänische Husarengeneral Valentin von Berger.

## Schriften (Auswahl)
- Electa processus executivi, possessorii, provocatorii, et matrimonialis. Lanck, Leipzig 1705.
- Electa disceptationum forensium, secundum seriem ordinat. proc. jud. elect. Sax. concinnata, quibus jus, idemque partim constituendum, partim constitutum, receptumve expenditur et consultationibus, quaesitis, responsis, praejudiciisque illustratur. Lanck, Leipzig 1706.
  - Supplementa. Pars 1: Accessit centuria. 1: Consiliorum juris miscellaneorum. Lanck, Leipzig 1707.
  - Supplementa. Pars 2: Accessit centuria. 2 und 3: Conciliorum juris miscellaneorum, cum additamentis. Lanck, Leipzig 1709.
- Oeconomia iuris ad usum hodiernum accommodati. Lanck, Leipzig 1712.
- Gemeinsam mit seinem Sohn Christoph Heinrich von Berger: Consilia iuris, im Verlag Lanckische Erben, Leipzig 1731 (Link zum Digitalisat)

Weitere Werke in Oeconomia iuris. Ad usum hodiernum accommodati accurante. Editio 8, denuo revisa. Herausgegeben von Christian Gottlieb Haubold. Weidmann, Leipzig 1801, und in Johann Friedrich Jugler: Beyträge zur juristischen Biographie oder genauere litterarische und critische Nachrichten von dem Leben und den Schriften verstorbener Rechtsgelehrten auch Staatsmänner, welche sich in Europa berühmt gemacht haben. Bd. 1, Stück 1, 1773, ZDB-ID 346918-9, S. 38–60.